# Двофазний електродвигун

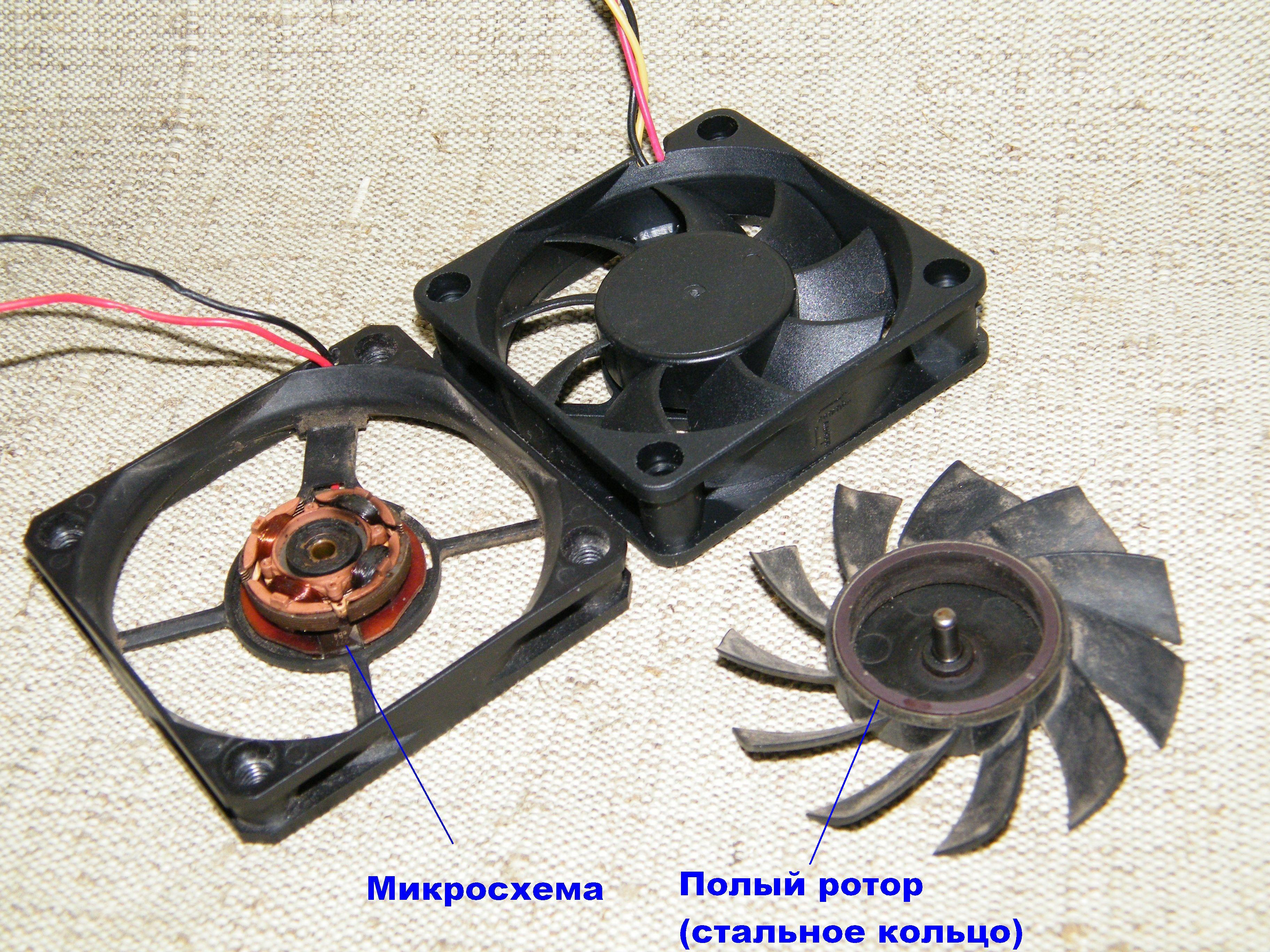
Синхронний двофазний електродвигун постійного струму (BLDC) у вентиляторі системи охолодження комп'ютера.
Постійний струм (12 вольт) мікросхемою перетворюється на двофазний.
Ротор — магнітний.

Двофазний електродвигун — електричний двигун змінного струму з двома обмотками, статор якого містить дві обмотки, зсунуті в просторі на 90°. При подачі на двигун двофазного струму, зсунутого по фазі на 90°, утворюється магнітне поле, що обертається. Двофазними можуть бути асинхронні, синхронні, крокові та вентильні двигуни. Ротор двофазного двигуна може бути короткозамкнутим, у вигляді «білячого колеса», або містити постійний магніт чи електромагніт, відповідно до типу двигуна.
Двофазні електродвигуни призначені для роботи в двофазній електромережі, але існують також двофазні електродвигуни призначені для роботи в однофазній мережі (наприклад, конденсаторний асинхронний електродвигун), які однак можуть бути підключені і до двофазної мережі також.

## Асинхронний двофазний електродвигун

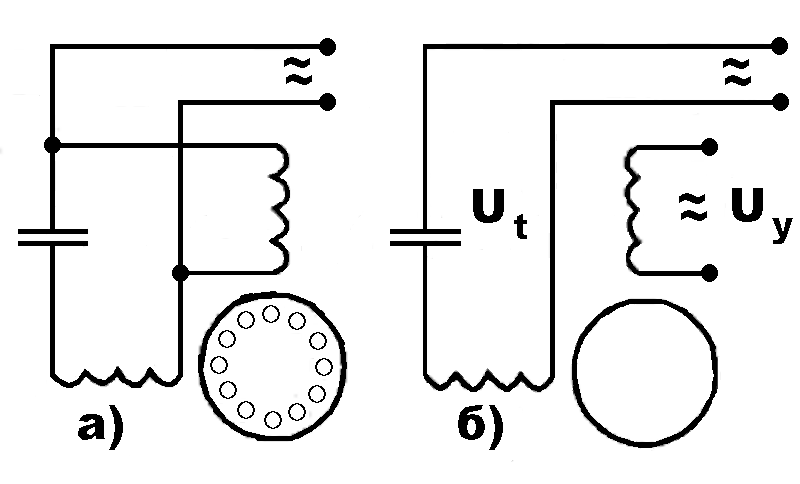
Двофазні асинхронні двигуни:
а — з короткозамкненим ротором;
б — з пустотілим ротором.

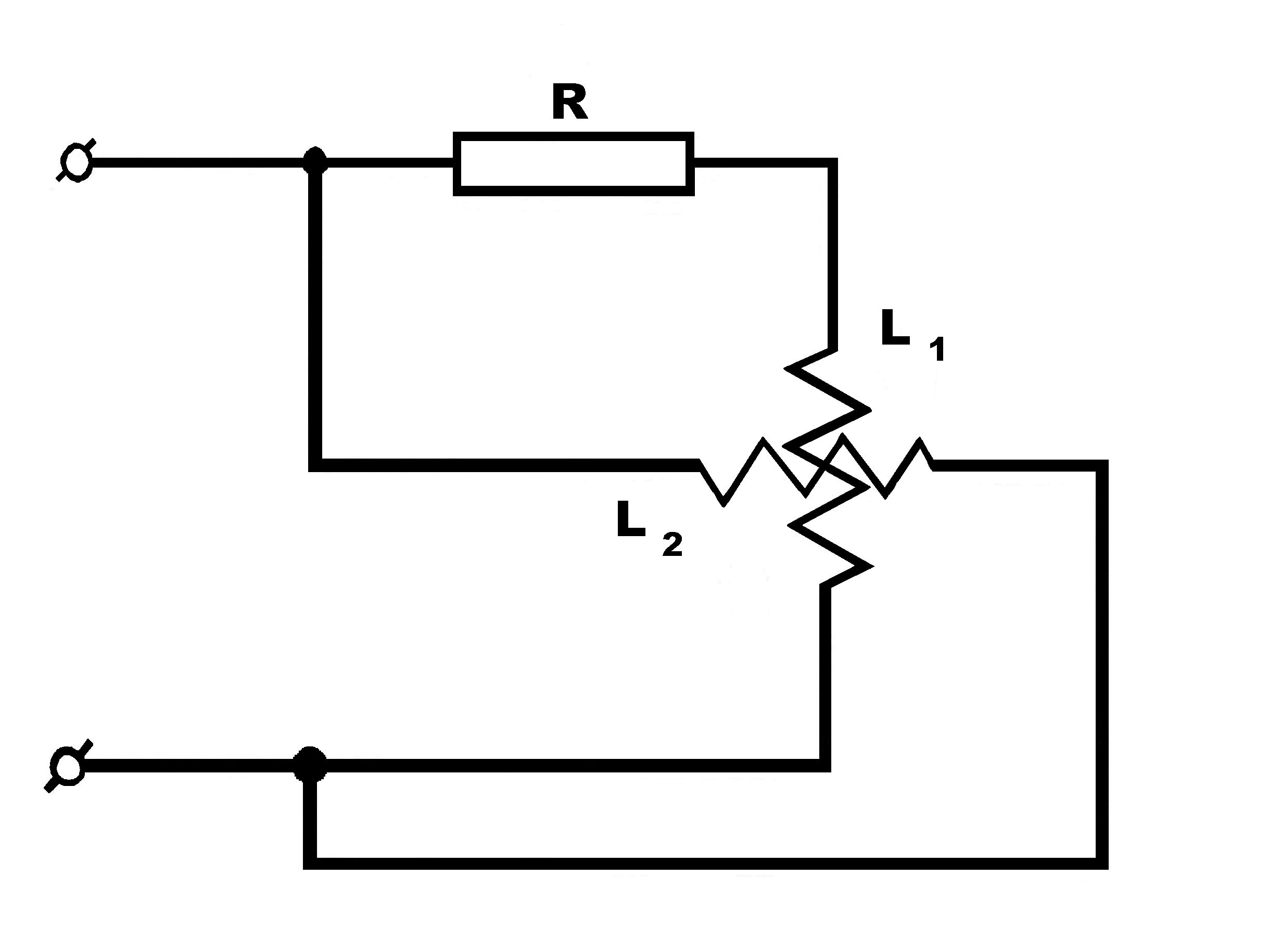
Схема підключення другої обмотки через резистор.

Даний двигун має дві обмотки статора, зміщені на 90°, короткозамкнутий ротор типу «біляче колесо», клемну коробку для підключення. Зазвичай, число стрижнів короткозамкнутого ротора не пов'язане з числом пар полюсів статора, тобто при двох парах статора полюсів число стрижнів ротора може бути, наприклад, 14 штук. Існують деякі міркування, згідно з якими число стрижнів ротора має бути пов'язане з числом полюсів ротора.
У двофазному електродвигуні створюється обертовий момент, обумовлений струмами, викликаними обертовим магнітним полем в стрижнях ротора електродвигуна. Ротор отримує прискорення доти, доки він — як і в трифазному асинхронному електродвигуні — не досягне певної кінцевої частоти обертання, яка нижча за частоту обертання магнітного поля.